# どちぇす
どちぇすとは、秋田放送（ABSラジオ）で2014年10月4日から2016年3月26日まで毎週土曜日の23:00 - 23:30に放送されていたラジオ番組である。

## 概要
各コーナー宛てに寄せられたリスナーからのネタ投稿で構成される、投稿系ラジオ番組。各コーナーへの投稿はメールにて受け付けていた。
ABSのポッドキャストでは後日、ラジオで放送された内容の一部とポッドキャスト限定のトークが配信されていた。

## 番組内のコーナー

### ネタ投稿コーナー
- 長谷川49（フォーティーナイン）

プロデューサー長谷川ヤスシが手掛ける架空の新人アイドルグループのメンバー候補生の名前、特徴、ネガティブな一面をリスナーが考える。長谷川の判定でメンバーを採用する。
- リスナーは見た!…かもしれない

リスナーから寄せられた、長谷川・若松・久杉の“架空”の目撃情報を紹介。
- ふむふむ

韻を踏んだ、ラップ調の紹介文を考える。

### その他コーナー
- モテおじ養成講座　カナに聞け！

40歳以上のおじさまが好みだと言う久杉に「おじさま」と「おっさん」の違いを教えてもらい、ちぇすの二人が素敵なおじさまを目指す。
- 若松弘樹　深夜の五七五

エンディング直前に放送。深夜ならではの俳句を若松が披露する。

## 過去に放送されたコーナー

### ネタ投稿コーナー
- ど・変換

後の単語の意味を強調する接続語「ど」をいろんな言葉の頭に付けて、言葉のギャップを楽しむ。
- 妄想！観タイトル

リスナーから寄せられた、タイトルだけで思わず観たくなる架空の映画タイトルを元に、三人が内容を想像する。
- しこ名deどちぇすこい！

架空の力士の四股名、出身場所、所属部屋を1セットで募集。リスナーから寄せられた2つのネタで取り組み、三人が勝敗を判定する。
- Dochefoo！知恵袋

リスナーから寄せられた軽いお悩みを三人が解決する。

### その他コーナー
- 若松弘樹の夜のバーディートライ

エンディング直前に放送。恋愛に関するお悩みを、若松がゴルフ用語を絡めてアドバイスを授ける。